# Enns (fiume)
L'Enns è un fiume austriaco affluente del Danubio.
Nasce nei Tauri di Radstadt nel Salisburghese. Passa poi in Stiria ed infine nell'Alta Austria.

## Città
Le città che si trovano lungo il corso del fiume sono (partendo dalla sorgente e fino alla confluenza nel Danubio):
- Radstadt
- Schladming
- Gröbming
- Liezen
- Selzthal
- Admont
- Großraming
- Ternberg
- Garsten
- Steyr
- Enns